# Araneus jalisco
Araneus jalisco är en spindelart som beskrevs av Levi 1991. Araneus jalisco ingår i släktet Araneus och familjen hjulspindlar. Inga underarter finns listade i Catalogue of Life.